# HuniePop
《HuniePop》是由HuniePot開發的混入消除與戀愛模擬元素的成人遊戲，同時亦是HuniePot的首作，在Kickstarter募集經費成功後於2015年1月19日發放在Steam平台。《HuniePop》有2個不同的版本，在Steam發放的是已經審查過的版本，而另一版本則是未經審查的版本，分別在Humble Bundle和MangaGamer發放。Steam的版本可經補丁看見未審查的內容。遊戲的內容為主角在戀愛仙子的幫助下變得受異性歡迎，而玩家操縱的主角則要利用戀愛仙子給自己的能力，讓遊戲中幾位女孩子愛上自己。
2015年2月14日，HuniePot發布了一個更新使結局變得更明確，同時也使玩家能更容易的透過詢問女孩子問題以解鎖她們的個人資料與選擇約會的日期和地點。《HuniePop》的內容亦引起許多爭議，例如Twitch由於《HuniePop》的性元素過多與該遊戲的題材的關係，決定無論是已經審查的版本還是未經審查的版本，都一律把在該平台實況《HuniePop》的用戶封鎖。

## 遊戲玩法

《HuniePop》在與女角約會時的遊戲介面，圖中的女性為傑西

遊戲側重於玩家與幾位不同的女孩子的互動，每個人都有自己鮮明的個性和喜好。玩家可以以談話或給禮物的方式與她們互動。當答對她們問題或送對禮物的時候會獲得「Hunie」，「Hunie」相等於兌換增強話題得分的東西，當「Hunie」越多時，約會的成功率就越高。當玩家約會成功時，系統會根據玩家所得的分數將其換算「Munie」，即遊戲的貨幣。
玩家必須以與幾位不需解鎖的角色約會來獲取進度。約會的方式是消除類遊戲，玩家要將三個或更多的同樣的元素配對消除，但每位女角都有其喜歡與不喜歡的元素，如果玩家成功消除女角色喜歡的元素的話便可獲得更多分數。玩家還可以在約會期間使用名為「約會禮物」的特殊物品，這舉動可幫助玩家賺取更多的「Hunie」。當玩家約會成功時，玩家可獲得一張由女角色送出的CG圖，但與此同時亦會增加下一次約會的難度，使玩家必須在接續的約會消除更多的元素配對才可成功。當與一位女角進行3次成功的約會時，下一次約會將會在夜晚進行，如果這一次約會成功，女角就會在玩家所操縱的主角的睡房（同床）與主角約會。不同於平常的約會，這次玩家可以無限移動元素，但相對的是消除配對所得的分數會下跌得很快，因此玩家想約會成功的話消除配對就必須要更快。
在整個遊戲中圭充當著指導玩家的角色，她會告訴玩家與女角互動的技巧與為玩家解釋遊戲的機制。

## 登場角色

### 不需解鎖角色
- 由美愛子（Aiko Yumi，聲：瑪麗·里斯）：大部分空閒時間都花在賭場的28歲大學教授。
- 奧黛麗·貝爾羅斯（Audrey Belrose，聲：布蘭妮·勞達（英语：Brittany Lauda））：喜歡吸食娛樂性藥物和購物的21歲大學生。
- 貝莉·勒布倫（Beli Lapran，聲：安珀·李·康納斯）：23歲的瑜伽教練。
- 蒂芬妮·梅耶（Tiffany Maye，聲：蘿莉·費歇爾）：擔任啦啦隊隊長的20歲大學生，是傑西的女兒。
- 傑西·梅耶（Jessie Maye，聲：阿曼達·伯恩林）： 36歲的色情演員，蒂芬妮的母親。
- 凱安娜·德爾里奧（Kyanna Delrio，聲：海倫·達維奧）：痴迷於健身的21歲拉丁裔美髮師，是一位單身母親，有著一個一歲的兒子。
- 蘿拉·雷姆布賴特（Lola Rembrite，聲：基拉·巴克蘭（英语：Kira Buckland））：喜歡打網球的24歲空中服務員。
- 妮琪·安–瑪麗（Nikki Ann-Marie，聲：斯凱勒·達文波特）：18歲的咖啡師，也是一位狂熱的遊戲玩家。.

### 需解鎖角色
- 塞萊斯特·盧文達斯（Celeste Luvendass，聲：莎拉·威登赫夫特）：32歲的女外星人。給圭成人雜誌時會得到怪異的東西（Weird Thing），帶著它到夜晚時的海灘，當玩家離開海灘時便可解鎖。
- 圭·蘇格德斯特（Kyu Sugardust，聲：潔奎琳·赫南德斯）：384歲的戀愛仙子，在整個遊戲中充當玩家的引導。當玩家成功與一位不需解鎖角色同床後便可解鎖。
- 桃（Momo，聲：雅頓·瓊斯）：一歲大的貓娘。當在公園中丟掉一袋金魚時便可解鎖。
- 忒亞特納·維納斯（Theiatena Venus，聲：翠西–珍·洛夫利）：愛情女神。當玩家已經與所有不需解鎖的角色同床後便可解鎖。

## 評價
《HuniePop》得到了評論界的一致好評。Hardcore Gamer給了《HuniePop》4/5分，認為「它雖然有很多的色情元素，但仍然是一個很好的益智遊戲。有時候你會覺得色情和益智配搭起來很矛盾，但在這遊戲中它們能夠給你一個美好的時光」。Kotaku也給了這遊戲一個正面的評價，稱讚它「戰略性高而挑戰性夠的遊戲，更踢了一下《Candy Crush》的屁股」，但同時也批評《HuniePop》沒有一個很好的結局。
負面評價方面，Destructoid批評遊戲的對話欠缺多樣性，同時表示：「我意識到這是一個遊戲，雖然它充滿問題，但我還是很喜歡它。事實上，如果《HuniePop》有更好的腳本與人物描寫的話，它應該會是一個更加好玩的遊戲」。

## HunieCam Studio
2015年8月16日，HuniePot在Steam Greenlight發放了《HuniePop》的續作《HunieCam Studio》。《HunieCam Studio》是一款成人經營遊戲，同時也繼承了《HuniePop》的其中4位角色，分別是凱安娜、蘿拉、妮琪和傑西。

## 外部連結
- 官方网站
- HuniePop（页面存档备份，存于）在Steam的官方網頁
- HuniePop的X（前Twitter）